# Torre 2000
La Torre 2000 è un grattacielo del Moscow International Business Center di Mosca. L'edificio fu il primo ad essere costruito e l'unico lungo a sponda sinistra della Moscova nel Presnenskij, proprio per questo motivo è collegata con il ponte di Bagration. Ha una superficie di 61 057 m² distribuiti su 34 piani e un'altezza di 104 metri. La torre fu costruita tra il 1996 e il 2001 ed è destinata ad ospitare uffici.

## Storia
Nel 1996 è iniziata la costruzione della torre e del ponte: entrambi i progetti, così come il concetto iniziale del MIBC, sono stati sviluppati dall'architetto Boris Tkhor. L'investimento nella preparazione e costruzione del sito è stato di 100 milioni di dollari. Nel 1997 venne commissionato, ma la sua costruzione era già ferma. La società russa Mabetex iniziò la costruzione dell'edificio della fondazione "Reform" - che era il nome originale di Tower 2000 - ma con la morte nel marzo dello stesso anno del capo, Stanislav Shatalin, tutti i lavori si interruppero. L'incapacità patrimoniale del 1998 ha reso la situazione ancora più complicata e per sbloccare definitivamente i lavori di costruzione, per portare a termine il progetto, il governo di Mosca acquistò i diritti sulla Torre 2000, attraendo una dozzina di investitori per separare i piani dell'edificio. La torre venne commissionata nel 2001 da un nuovo appaltatore LLC Promstroy-Technoinvest.

### Storia del luogo
Lungo la riva destra del fiume c'era un grande cimitero, il cimitero di Dorogomilovskoe, chiuso nel 1948 e successivamente completamente ricostruito. Esiste una versione secondo cui la Torre 2000 si trova approssimativamente sul sito della demolita Chiesa di Santa Elisabetta.

## Proprietari
Quando la costruzione fu completata, 14 dei 27 piani divennero di proprietà privata. Il resto dell'edificio, così come le funzioni di gestione, apparteneva al 100% alla Miosor LLC. Nel 2004, il controllo della torre passò alla società di sviluppo Dekra, che scambiò il 4,6% delle azioni della società Mosenergo OJSC con il 100% delle azioni della Miosor LLC e il 25% della Manezhnaya Ploschad OJSC con il governo della città.
A partire dal 2016, il più grande proprietario è l'uomo d'affari Ziyad Manasir. I primi uffici furono acquistati nel 2005 dalla sua società, la Stroygazconsulting per i loro uffici, per poi aumentare gradualmente il numero dei locali. Nel marzo 2012 si è saputo che nel novembre 2011 Manasir possedeva circa la metà dell'edificio, avendo acquistato parte dei locali dal comproprietario della catena di negozi del Sedmoi Kontinent, Alexander Zanadvorov. Dopo la transazione, 13 piani appartenevano alla società di Manasir, e sei piani, ristoranti e parcheggi rimasero di proprietà di Alexander Zanadvorov, i restanti sette piani furono divisi tra diversi proprietari.

## Galleria d'immagini

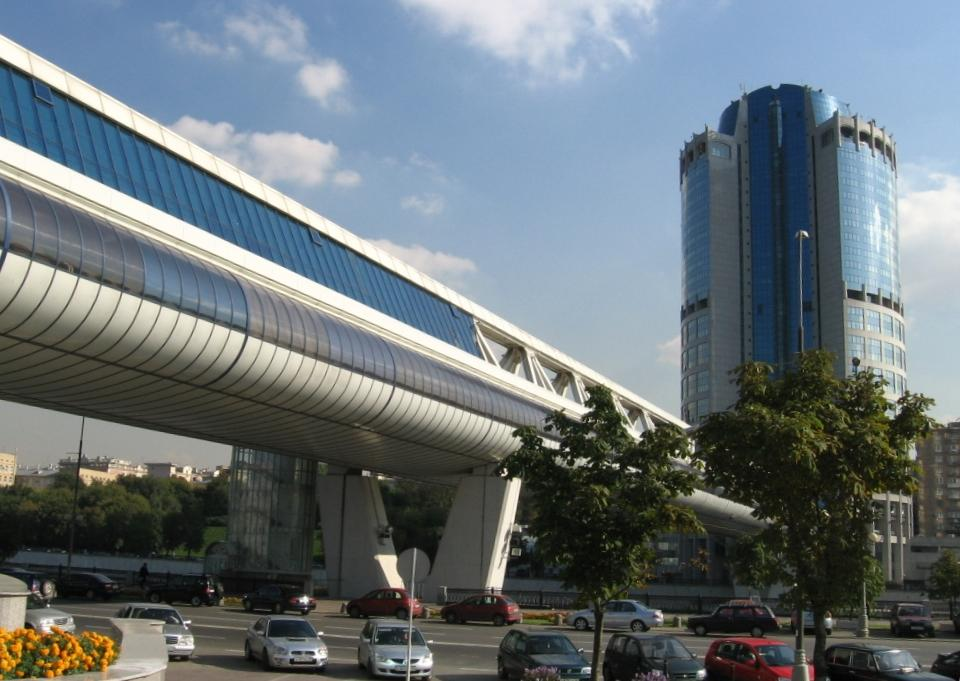
Torre 2000 e il ponte di Bagration nel 2000
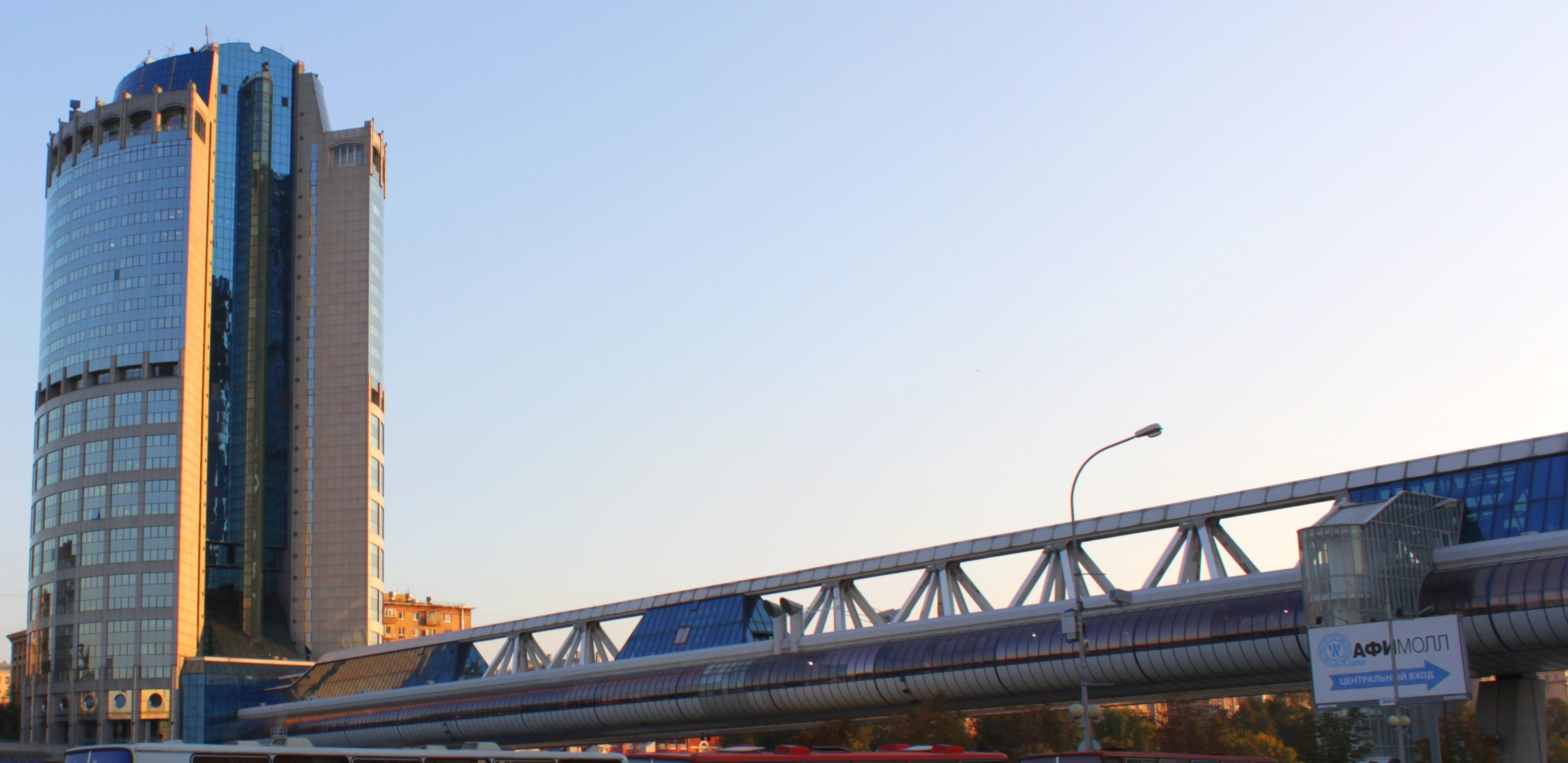
Torre 2000 e il ponte di Bagration nel 2012
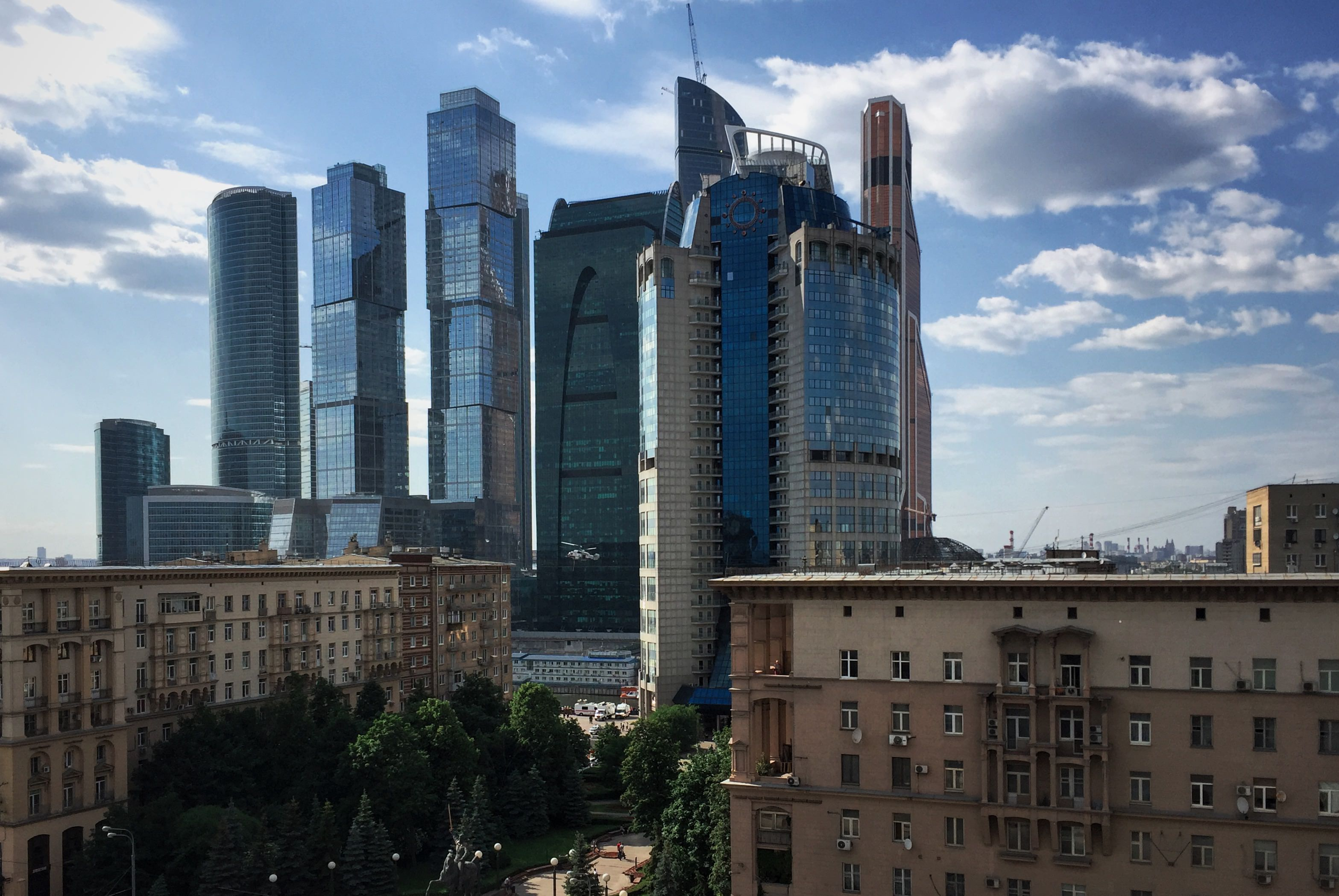
Torre 2000 e il Moscow International Business Center nel 2016